# Ion Barbu (fotbalista, 1938)
Ion „Bebe“ Barbu (24. prosince 1938 Craiova – 2. května 2011 Piteşti) byl rumunský mezinárodní fotbalový obránce, který hrál za kluby Rumunska a Turecka.

## Kariéra
Narodil ve městě Craiova a začal hrát fotbal za kluby Lokomotiva Craiova a Dinamo Obor București. Od roku 1959 hrál za FC Argeş Piteşti, kde strávil celkem 13 sezón a zasáhl do 224 ligových zápasů. V sezóně 1971–72 vyhrál rumunskou ligu.
V roce 1970 se Barbu přestěhoval do Turecka, kde hrál za klub Beşiktaş JK. Během sezóny 1970–71 odehrál celkem 20 utkání v Süper Lig.
Byl prvním hráčem FC Argeş, kterému bylo během komunistického režimu povoleno hrát mimo Rumunsko.
Odehrál sedm zápasů za rumunskou fotbalovou reprezentaci.

## Smrt
Dne 2. května 2011 zemřel v nemocnici ve městě Pitești.

## Vyznamenání
FC Argeş Piteşti
- Liga I: 1971–72